# Бэлит
Бэ́лит, Бэ́лет (аккад. bēlet: «госпожа, владычица»; логографика: dNIN) — в шумеро-аккадской мифологии эпитет или составная часть имён ряда женских божеств; обычно эпитет верховного женского божества — Иштар, Царпанит, Нинлиль и др.

## Имя
Теоним представляет собой status constructus формы женского рода слова бэл (аккад. bēl): «господин, владыка». Для написания использовалась шумерская логограмма NIN (шум. nin: «госпожа, владычица»), представляющая собой лигатуру шумерских знаков MUNUS («женщина») и TÚG (вероятно означал отрез ткани особой формы).

## Почитание
В Шумере и Аккаде имя Бэлит носила богиня Нинлиль, жена Энлиля. В Вавилоне она носила имя Билит или Цапаниту и считалась супругой Мардука и покровительницей города. По словам Геродота, для незамужних девушек её культ носил характер храмовой и гостевой проституции, то есть ни одна вавилонская девушка не имела права располагать своим будущим, не предавшись проституции в храме Билит, куда стекались иностранцы. Белит-сери («Госпожа поля») — богиня растительности, плодородия и покровительница письменного искусства, ведущая Книги судеб у халдеев. Ассирийцы знали её под именем Милидата — богиня любви.
В эллинистический период греки звали Бэлит Милиттой (др.-греч. Μύλιττα) и отождествляли с Афродитой Уранией, а семиты считали её женой бога Бэла или Ваала и праматерью мира, женским производительным началом, рядом с которым Бэл или Ваал представляли мужское производительное начало.

## Список теонимов
Бэ́лет-Аккаде́ (аккад. Bēlet-Akkade «Владычица Аккаде») 

Бэ́лет-Ба́били (аккад. Bēlet-Bābili «Владычица Вавилона») — другое имя Иштар Вавилонской 

Бэ́лет-бала́ти (аккад. Bēlet-balāṭi) — Гула 

Бе́лет-би́ти (аккад. Bēlet-biti) 

Бэ́лет-и́ли (аккад. Bēlet-ili) 

Бэ́лет-Нинуа (аккад. Bēlet-Ninua) 

Бе́лет-раме́ — один из эпитетов хтонической богини Ишхары 

Бэ́лет-Си́ппар (аккад. Bēlet-Sippar) 

Бэ́лет-Урук (аккад. Bēlet-Uruk) 

Бэ́лет-хатти — один из эпитетов Белет-экалли, почитавшейся в Мари 

Бэ́лет-це́ри (аккад. Bēlet-ṣēri) — вавилонская хтоническая богиня, супруга Амурру; отождествлялась с Гештинанной 

Бэ́лет-Эа́нна (аккад. Bēlet-Eanna) 

Бэ́лет-эка́лли (аккад. Bēlet-ekalli) — вавилонская богиня, супруга Ураша. Шумерское имя — Нинэгалла (шум. nin-é-gal) 

Белет-ZU.DI (аккад. Bēlet-ZU.DI) 